# تورکدی، سبیرآباد
تورکدی (به لاتین: Türkədi) یک منطقهٔ مسکونی در جمهوری آذربایجان است که در شهرستان صابرآباد واقع شده‌است.

## خصوصیات
تورکدی ۱٬۹۶۰ نفر جمعیت دارد.

## دین
در مسجد جامع این روستا یک هیئت مذهبی وجود دارد.